# Кузнецов, Владимир Дмитриевич (археолог)
Влади́мир Дми́триевич Кузнецо́в (род. 20 августа 1953, Куйбышев) — российский археолог и историк, доктор исторических наук, профессор, член-корреспондент Германского археологического института (2007).

## Биография
Окончил исторический факультет МГУ по кафедре истории Древнего мира (1978), аспирантуру ИА АН СССР (1983). Ученик Г. А. Кошеленко. С 1982 по 1984 годы работал преподавателем МГПИ им. В. И. Ленина. В 1984 году защитил кандидатскую диссертацию «Ремесло классической Греции», в 1996 году — докторскую диссертацию «Организация общественного строительства в Древней Греции». Автор более 100 научных публикаций.
Работает в Институте археологии РАН с 1983 года. С 2008 года является заведующим Отделом классической археологии. Член учёного совета ИА РАН с 2005 года, член редколлегии КСИА и «Российской археологии», заместитель главного редактора сборника «Проблемы истории, филологии, культуры».
Участвует в археологических раскопках с 1971 года. В 1978 году — начальник Фанагорийского отряда Горгиппийской экспедиции, в 1981—1983 годах — научный сотрудник Фанагорийской экспедиции, в 1984—1989 годах — начальник Кепской экспедиции, в 1990—1992 годах — научный сотрудник Фанагорийской экспедиции, в 1993—2008 годах — начальник Таманской экспедиции ИА РАН, с 2008 года по настоящее время — начальник Фанагорийской комплексной экспедиции.

## Основные работы

### Монографии
- Кузнецов В. Д. Организация общественного строительства в древней Греции. М., 2000;
- Кузнецов В. Д. Фанагория. По материалам Таманской экспедиции ИА РАН. М., 2008.

### Статьи
- Кузнецов В. Д. Ремесленники-металлисты Эпидавра // Проблемы античной культуры. Москва. 1986.
- Кузнецов В. Д. Ранние типы греческого жилища в Северном Причерноморье // Боспорский сборник. Вып.6. М.,1995;
- Кузнецов В. Д. Афины и Боспор: хлебная торговля // РА. № 1. 2000;
- Кузнецов В. Д. Некоторые проблемы торговли в Северном Причерноморье в архаический период // ВДИ. № 1. 2000;
- Кузнецов В. Д. Метрополия Фанагории // Древности Боспора. 4. М., 2001;
- Кузнецов В. Д. Полис на Боспоре (эпоха архаики) // Древности Боспора. 4. М., 2001;
- Кузнецов В. Д. Kepoi-Phanagoria-Taganrog // Ancient Greek Colonies in the Black Sea. Vol. II. Thessaloniki, 2003;
- Кузнецов В. Д. Новые надписи из Фанагории // ВДИ. № 1. 2007;
- Кузнецов В. Д. Фанагория: история исследований и новые находки // РА. № 1. 2007.